# Seychellensalangane
Die Seychellensalangane (Aerodramus elaphrus, Synonym Collocalia elaphra) ist ein Vogel aus der Gattung Aerodramus in der Familie der Segler (Apodidae). Sie kommt nur auf den Inseln der Seychellen im Indischen Ozean vor.

## Merkmale
Die Seychellensalangane ist eine mittelgroße Salangane mit einer Länge von 10–12 cm, einer Flügelspannweite von 28 cm und einem Gewicht von ca. 10 g. Die Oberseite ist dunkel graubraun und etwas heller am Rumpf. Die Unterseite ist hell graubraun, dabei an der Schwanzunterseite am dunkelsten. Der Schnabel und die Beine sind schwarz. Der Schwanz ist dunkel und leicht eingekerbt. Die Schwingen sind lang und schmal, aber weniger zugespitzt als diejenigen vergleichbarer Salanganenarten.
Die Vögel verständigen sich mit einem leisen Zwitschern im Flug, wenn sie auf Futtersuche sind. Außerdem verfügen sie über einen tieferen metallischen Klicklaut zur Echoortung in Höhlen.

## Systematik
Die Seychellensalangane ist eng verwandt mit der kleineren, helleren Mauritiussalangane (Aerodramus francicus) von Mauritius und Réunion und wurde in der Vergangenheit als Unterart betrachtet. Die beiden Arten sind vermutlich vor ca. 500.000 Jahren getrennt worden.

## Verbreitung und Verhalten
Die Seychellensalangane brütet auf den Inseln Mahé, Praslin und La Digue. Früher gab es auch Kolonien auf Félicité und  Sichtungen auf Aride. Die Art fliegt oft über Süßgewässern und durch Täler, streift aber über alle Arten von Gelände. Nahrung sind fliegende Insekten, mit Vorliebe fliegende Ameisen.
Gebrütet wird das ganze Jahr über in wenigen Kolonien in Höhlen der Inseln. Das Nest ist klammerförmig und wird aus Streifen von Flechten und Kasuarinen-Nadeln mit Speichel zusammengefügt. Ein einzelnes weißes Ei wird 25 bis 30 Tage bebrütet. Die Jungen werden von beiden Eltern gefüttert und sind nach 42 Tagen flügge.
Wegen des recht kleinen Gesamtbestands (2.500 bis 3.000 Vögel) und des eng begrenzten Verbreitungsgebietes wird die Art von der IUCN als „gefährdet“ (vulnerable) eingestuft. Bedrohungen stellen auch Insektizide und eingeführte Fressfeinde wie Schleiereulen und Katzen dar.